# Thpong
Thpong är ett distrikt i Kambodja.   Det ligger i provinsen Kampong Spoe, i den södra delen av landet, 60 km väster om huvudstaden Phnom Penh.